# Árbitros da Copa das Confederações FIFA de 2017
Essa é uma lista de árbitros e auxiliares selecionados para a Copa das Confederações FIFA de 2017.

## Árbitros titulares
| Conf.    | Árbitros             | FIFA | Id. | Assistentes                                   |                                                 | Partidas | Penalizado com cartão amarelo | Expulso                                                          | Árbitro de vídeo |
| -------- | -------------------- | ---- | --- | --------------------------------------------- | ----------------------------------------------- | -------- | ----------------------------- | ---------------------------------------------------------------- | ---------------- |
| AFC      | KSA Fahad Al-Mirdasi | 2011 | 32  | KSA Abdulah Alshalwai KSA Mohammed Al Abakry  | Grupo A: México vs Rússia                       | 7        | 1                             | UZB Ravshan Irmatov USA Jair Marrufo IRN Reza Sokhandan          |                  |
| AFC      | KSA Fahad Al-Mirdasi | 2011 | 32  | KSA Abdulah Alshalwai KSA Mohammed Al Abakry  | Disputa pelo terceiro lugar: Portugal vs México | 6        | 2                             | BRA Sandro Ricci PAR Enrique Cáceres BDI Jean Claude Birumushahu |                  |
| AFC      | IRN Alireza Faghani  | 2008 | 39  | IRN Reza Sokhandan IRN Mohammadreza Mansouri  | Grupo B: Chile vs Alemanha                      | 4        | 0                             | POR Artur Soares Dias UZB Ravshan Irmatov CAN Joe Fletcher       |                  |
| AFC      | IRN Alireza Faghani  | 2008 | 39  | IRN Reza Sokhandan IRN Mohammadreza Mansouri  | Fase final: Portugal vs Chile                   | 7        | 0                             | UZB Ravshan Irmatov USA Jair Marrufo KSA Abdullah Al-Shalawi     |                  |
| CAF      | GAM Bakary Gassama   | 2008 | 38  | BDI Jean Claude Birumushahu KEN Marwa Range   | Grupo A: México vs Nova Zelândia                | 4        | 0                             | FRA Clément Turpin SEN Malang Diedhiou SVN Robert Vukan          |                  |
| CONCACAF | USA Mark Geiger      | 2008 | 43  | CAN Joe Fletcher USA Charles Morgante         | Grupo B: Austrália vs Alemanha                  | 2        | 0                             | UZB Ravshan Irmatov POR Artur Soares Dias COL Alexander Guzman   |                  |
| CONCACAF | USA Mark Geiger      | 2008 | 43  | CAN Joe Fletcher USA Charles Morgante         | Grupo A: Nova Zelândia vs Portugal              | 4        | 0                             | BRA Sandro Ricci ROU Ovidiu Hațegan SVN Jure Praprotnik          |                  |
| CONMEBOL | ARG Néstor Pitana    | 2010 | 42  | ARG Hernan Maidana ARG Juan Pablo Belatti     | Grupo A: Portugal vs México                     | 3        | 0                             | USA Jair Marrufo ROU Ovidiu Hațegan SRB Dalibor Djurdjevic       |                  |
| CONMEBOL | ARG Néstor Pitana    | 2010 | 42  | ARG Hernan Maidana ARG Juan Pablo Belatti     | Fase final: Alemanha vs México                  | 2        | 0                             | BRA Sandro Ricci POR Artur Soares Dias ITA Elenito Di Liberatore |                  |
| CONMEBOL | COL Wilmar Roldán    | 2008 | 37  | COL Alexander Guzman COL Cristian de La Cruz  | Grupo A: Rússia vs Nova Zelândia                | 0        | 0                             | BRA Sandro Ricci PAR Enrique Cáceres CAN Joe Fletcher            |                  |
| CONMEBOL | COL Wilmar Roldán    | 2008 | 37  | COL Alexander Guzman COL Cristian de La Cruz  | Grupo B: Alemanha vs Camarões                   | 1        | 1                             | POR Artur Soares Dias PAR Enrique Cáceres ARG Hernan Maidana     |                  |
| UEFA     | SRB Milorad Mažić    | 2009 | 44  | SRB Milovan Ristic SRB Dalibor Djurdjevic     | Grupo B: Camarões vs Austrália                  | 3        | 0                             | USA Jair Marrufo PAR Enrique Cáceres ARG Hernan Maidana          |                  |
| UEFA     | SRB Milorad Mažić    | 2009 | 44  | SRB Milovan Ristic SRB Dalibor Djurdjevic     | Final: Chile vs Alemanha                        | 7        | 0                             | FRA Clément Turpin POR Artur Soares Dias SVN Jure Praprotnik     |                  |
| UEFA     | ITA Gianluca Rocchi  | 2008 | 44  | ITA Eelenito Di Liberatore ITA Mauro Tonolini | Grupo A: Rússia vs Portugal                     | 0        | 0                             | BRA Sandro Ricci ROU Ovidiu Hațegan SVN Jure Praprotnik          |                  |
| UEFA     | ITA Gianluca Rocchi  | 2008 | 44  | ITA Eelenito Di Liberatore ITA Mauro Tonolini | Grupo B: Chile vs Austrália                     | 6        | 0                             | ROU Ovidiu Hațegan FRA Clément Turpin SRB Milovan Ristic         |                  |
| UEFA     | SVN Damir Skomina    | 2002 | 41  | SVN Jure Praprotnik SVN Robert Vukan          | Grupo B: Camarões vs Chile                      | 1        | 0                             | FRA Clément Turpin SEN Malang Diedhiou SRB Milovan Ristic        |                  |

### Árbitros reservas
| Conf. | Árbitros               | FIFA | Id. |
| ----- | ---------------------- | ---- | --- |
| OFC   | TAH Abdelkader Zitouni | 2012 | 36  |